# Горбань Василь Мусійович
Васи́ль Мусі́йович Го́рбань (нар. 12 березня 1918 — 9 травня 1977) — радянський військовик, Герой Радянського Союзу (1945), генерал-лейтенант танкових військ (1967). Депутати ВР УРСР 8-го скликання.

## Біографія
Народився 12 березня 1918 року в селі Федосіївка Орського повіту Оренбурзької губернії (нині селище Кувандикского району Оренбурзької області). У 1937 році закінчив Орську педагогічне училище. Працював комбайнером у радгоспі.
У Червоній армії з 1937 року. В 1939 році закінчив Саратовське танкове училище. Учасник радянсько-фінляндської війни 1939—1940 років.
Служив у танкових військах (в Білоруському військовому окрузі).
Учасник німецько-радянської війни: з червня 1941 року воював на Північно-Західному та Ленінградському фронтах.
Командир батальйону 152-ї танкової бригади (8-а армія, Ленінградський фронт) майор В. М. Горбань відзначився 17-24 вересня 1944 року при прориві ворожої оборони на північ від міста Тарту (Естонія) і в боях за визволення міста Таллінн і порту Хаапсалу (Естонія). Передовий загін рухомої танкової групи під його командуванням знищив 2-і штурмові гармати, декілька БТР, багато гітлерівців.
24 березня 1945 року Василю Мусійовичу Горбаню присвоєно звання Героя Радянського Союзу з врученням ордена Леніна і медалі «Золота Зірка» (№ 8056).
Після війни до 1949 року продовжував службу в танкових військах (в Прибалтійському і Білоруському військових округах).
У 1951 році закінчив Військову академію бронетанкових і механізованих військ. У 1956 році закінчив Військову академію Генштабу.
Командував танковою дивізією (в Київському військовому окрузі). У 1965—1969 — командувач 3-ї загальновійськової армії (в Групі радянських військ у Німеччині).
У 1969—1974 роках — 1-й заступник командувача військами Київського військового округу.
У 1971 році закінчив Вищі академічні курси при Військовій академії Генштабу.
З 1975 року — начальник управління штабу Об'єднаних збройних сил держав — учасниць Варшавського Договору. Депутат Верховної Ради Української РСР 8-го скликання. Жив у Москві. Помер 9 травня 1977. Похований на Преображенському цвинтарі в Москві.